# Valea Mică, Alba
Valea Mică este un sat ce aparține orașului Zlatna din județul Alba, Transilvania, România.

## Obiective turistice
- Rezervația naturală Calcarele de la Valea Mică (1 ha).

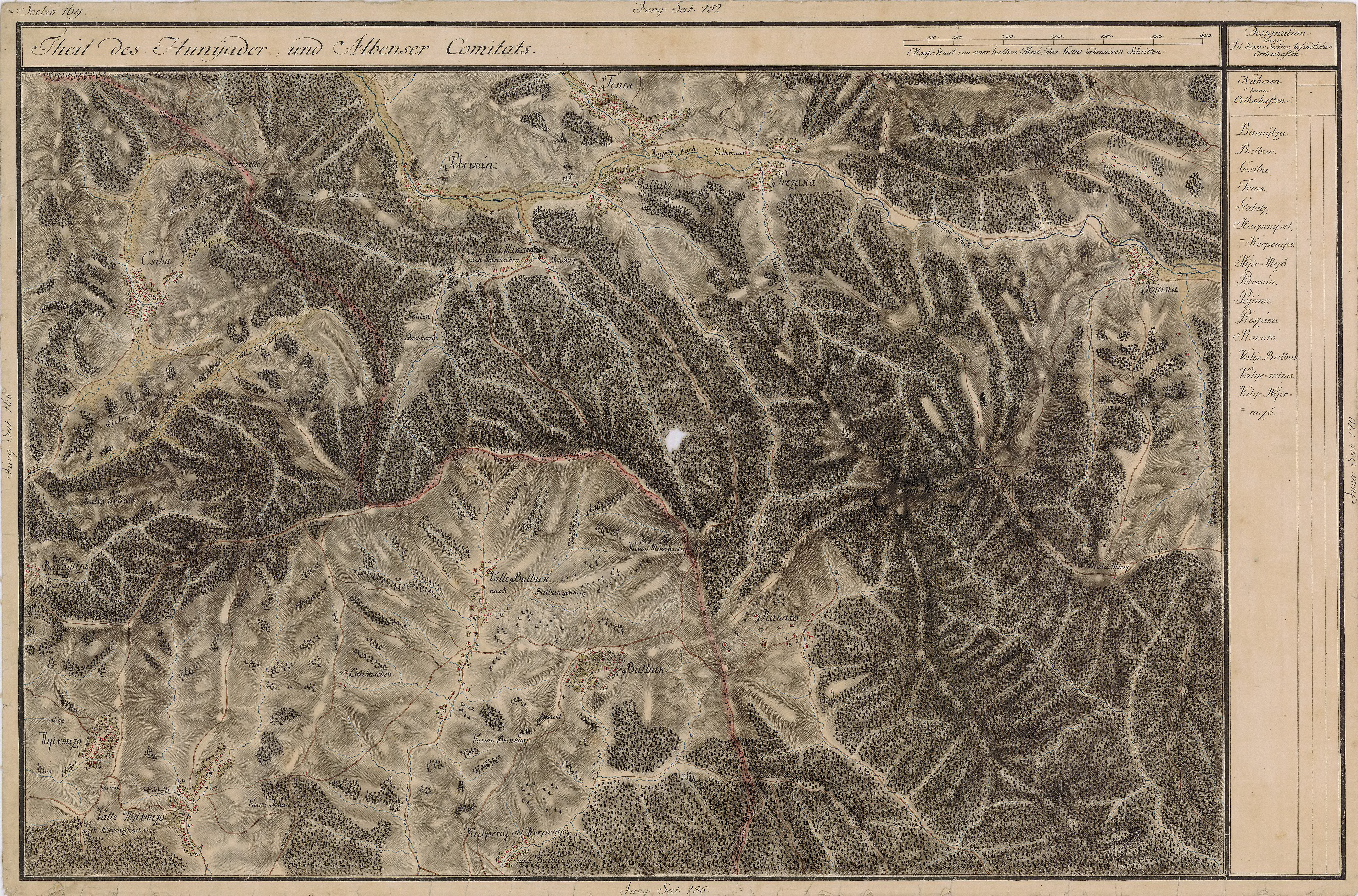
Valea Mică în Harta Iosefină a Transilvaniei, 1769-1773